# Epioblasma sampsonii
Epioblasma sampsonii är en musselart som först beskrevs av I. Lea 1861.  Epioblasma sampsonii ingår i släktet Epioblasma och familjen målarmusslor. IUCN kategoriserar arten globalt som utdöd. Inga underarter finns listade i Catalogue of Life.